# 초살
초살(秒殺)은 승부의 결과가 아주 짧은 시간에 나는 것을 말한다.
승부에 필요한 시간이 '시'나 '분'이 아니고 '초'로 표현된다하여 이와 같이 부르는데, 실제로 몇 분짜리 승부도 초로 환산해서 표현하므로, 엄밀하게 1분 이하를 가리키는 것은 아니다. 오히려 상대와의 압도적인 힘 차이를 표현하는 데 사용되는 비유 표현인 경우가 많다.

## 유래
1993년 9월 일본 격투기 단체 판크라스의 경기 결과가 실린 《주간 프로레슬링》에서 만들어진 단어이다. 당시 경기는 5번 경기였는데, 전부 합계해도 경기 시간이 13분 5초밖에 안된 결과를 '초살'이라고 하는 말로 보도했다. 후나키 마사카츠와 켄 샴락과의 승부는 6분 15초가 걸렸지만 이도 375초라고 표현해 짧은 시간 내에 결과가 났다는 것을 강조하는 표현으로 쓴 것이다.
이후 '초살'이라는 말은 판크라스를 상징하는 말이 되었고 다른 단체나 종합격투기 경기에서도 이용하게 되었다. 그리하여 계속 전파된 이 단어는 격투기 이외에서도 압도적 실력 차이를 나타내는 표현 등으로 사용되고 있다.